# ایستگاه متروی شهید مدنی
ایستگاه متروی شهید مدنی، یکی از ایستگاه‌های متروی تهران است که در خیابان شهید مدنی چهارراه گلچین، بالاتر از بیمارستان امام حسین و در کنار مرکز خرید تیراژه ۲ واقع شده‌است. این ایستگاه در خط دو مترو تهران قرار دارد.